# マダガスカル・スキン
『マダガスカル・スキン』（英: Madagascar Skin）は、1995年に製作されたイギリスの映画。
日本では、1996年に第5回東京国際レズビアン&ゲイ映画祭で『マダガスカルの肌』というタイトルで上映された。

## キャスト
- フリント：バーナード・ヒル
- ハリー：ジョン・ハナー
- アドニス：マーク・アンソニー